# Adelheid Otto
Adelheid Otto (* 1966 in Tübingen) ist eine deutsche Vorderasiatische Archäologin.

## Leben
Von 1984 bis 1990 absolvierte sie das Magisterstudium der Vorderasiatischen Archäologie, Assyriologie und Klassischen Archäologie an der Ludwig-Maximilians-Universität München und in Paris (Université Paris I und IV, Sorbonne; École Pratique des Hautes Études). Von 1990 bis 1996 absolvierte sie ein Promotionsstudium an der Freien Universität Berlin. Von 1994 bis 1996 war sie Mitarbeiterin für Vorderasiatische Archäologie an der Außenstelle Damaskus des Deutschen Archäologischen Instituts, 1996 bis 1997 schloss sich das Reisestipendium des Deutschen Archäologischen Instituts an. 1998 war sie wissenschaftliche Mitarbeiterin am Institut für Vorderasiatische Archäologie der Universität München, von 1998 bis 2001 forsche sie dort mit einem Habilitations-Förderpreises des Bayerischen Staates. Von 2001 bis 2002 war sie Postdoktoranden-Stipendiatin in München. Nach der Habilitation 2004 in Vorderasiatischer Archäologie an der Universität München lehrt sie 2007 als Gastprofessorin an der FU Berlin. Von 2003 bis 2007 war sie wissenschaftliche Mitarbeiterin am DFG-Projekt „Tall Bazi“. Im Wintersemester 2008/2009 lehrte sie als Gastprofessorin am Institut für Orientalistik der Universität Wien. Von 2007 bis 2009 war sie Geschäftsführerin des Departments für Kulturwissenschaften und Altertumskunde und Dozentin für Vorderasiatische Archäologie an der Ludwig-Maximilians-Universität München. Von 2009 bis 2013 lehrte sie als Universitätsprofessorin für Vorderasiatische Archäologie am Institut für Ägyptologie und Altorientalistik der Universität Mainz. Seit dem 1. Oktober 2013 ist sie Universitätsprofessorin für Vorderasiatische Archäologie an der Ludwig-Maximilians-Universität München. Von 2015 bis 2021 war sie Vorsitzende der Deutschen Orient-Gesellschaft.
Ottos Interessenschwerpunkte sind Kultur- und Siedlungsgeschichte Vorderasiens, komplexe Gesellschaften, Historische Geographie, Glyptik, altorientalisches Bierbrauen, altorientalische Tempel, Metrologie, Felsreliefs sowie die Chronologie der Spätbronzezeit. Zu ihren Schülerinnen gehört Helen Gries.

## Schriften (Auswahl)
- Die Entstehung und Entwicklung der klassisch-syrischen Glyptik (= Untersuchungen zur Assyriologie und vorderasiatischen Archäologie. Band 8). Walter de Gruyter, Berlin/New York 2000, ISBN 3-11-016359-4.
- Tall Bi’a/Tuttul–IV: Siegel und Siegelabrollungen (= Wissenschaftliche Veröffentlichungen der Deutschen Orient-Gesellschaft. Band 104). Harrassowitz, Wiesbaden 2004, ISBN 3-447-05561-8.
- Alltag und Gesellschaft zur Spätbronzezeit. Eine Fallstudie aus Tall Bazi (Syrien) (= Subartu. Band 19). Brepols, Turnhout 2006, ISBN 2-503-52289-0.
- mit Heather D. Baker, Kai Kaniuth (Hrsg.): Stories of long ago. Festschrift für Michael D. Roaf (= Alter Orient und Altes Testament. Band 397). Ugarit-Verlag, Münster 2012, ISBN 978-3-86835-071-5.
- mit Anne Löhnert, Jared Lowell Miller, Michael Roaf, Walther Sallaberger, Kai Kaniuth (Hrsg.): Tempel im Alten Orient. 11.–13. Oktober 2009, München (= Colloquien der Deutschen Orient-Gesellschaft. Band 7). Harrassowitz, Wiesbaden 2013, ISBN 978-3-447-06774-4.
- mit Kai Kaniuth (Hrsg.): 50 Jahre vorderasiatische Archäologie in München. PeWe-Verlag, Gladbeck 2022, ISBN 978-3-935012-52-2.
- mit Grégory Chambon (Hrsg.): Weights and Measures as a Window on Ancient Near Eastern Societies. PeWe-Verlag, Gladbeck 2023, ISBN 978-3-935012-63-8.